# Жёлтая ширококлювая танагра
Жёлтая ширококлювая танагра (лат. Chlorothraupis carmioli) — вид птиц из семейства кардиналовых. Птицы обитают на прибрежных участках рек, речек, ручьёв, в субтропических и тропических низменных влажных лесах, на высоте 0—1450 метров над уровнем моря. Длина тела 15,2—17,8 см, крыла — 8,8 см и хвоста — 6,6 см; масса около 36 грамм.
Выделяют три подвида:
- Chlorothraupis carmioli carmioli — в горах на склонах со стороны Карибского моря и на низменностях, а также локально на склонах со стороны Тихого океана от восточного Никарагуа южнее до крайней северо-западной Панамы — до города Альмиранте в провинции Бокас-дель-Торо;
- Chlorothraupis carmioli magnirostris — на склонах гор в провинции Верагуас (западная Панама);
- Chlorothraupis carmioli lutescens — от центральной Панамы юго-восточнее до крайнего северо-запада Колумбии — до склонов Серро-Такаркуна[исп.] в департаменте Чоко.